# Alexej Marčenko
Alexej Igorevič Marčenko (rusky Алексей Игоревич Марченко; * 2. ledna 1992 Moskva) je ruský hokejový obránce momentálně hrající v kontinentální hokejové lize (KHL) za tým Ak Bars Kazaň. V roce 2011 byl draftován z 205. pozice klubem Detroit Red Wings.

## Hráčská kariéra

### Juniorská
Během sezóny 2009/10 odehrál Marčenko 45 zápasů v juniorské Mládežnické hokejové lize (MHL) za tým Krasnaja Armija Moskva, patřící pod CSKA Moskvu, ve kterých zaznamenal 11 branek a 12 asistencí. Objevil se také v 10 utkáních Kontinentální hokejové ligy (KHL) za CSKA, ve kterých se mu však nepodařilo získat jediný bod.
V další sezóně v MHL za Krasnaju Armiju si připsal 38 kanadských bodů v 36 zápasech, včetně tří branek a osmí asistencí v 15 zápasech play-off, čímž pomohl svému mužstvu k zisku Charlamova poháru. Rovněž naskočil do 23 utkání v KHL za CSKA, v nichž si připsal dvě asistence.
Během ročníku 2011/12 nastoupil do šesti zápasů za CSKA Moskvu v KHL a nesmírně se mu dařilo v play-off MHL, i když většinu sezóny zmeškal kvůli zranění kolene. Ve svém krátkém působení v KHL nezaznamenal ani bod. V základní části MHL nastoupil k pěti zápasům za Krasnaju, přimčemž v nich zaznamenal dva góly a čtyři asistence. V play-off se však stal nejproduktivnějším obráncem svého týmu, když v 19 zápasech vstřelil čtyři branky a na dalších 14 přihrál. S týmem jako obhájce titulu nestačil ve finále MHL na tým Omskije Jastreby.

### Profesionální
V průběhu sezóny 2012/13 odehrál Marčenko za CSKA Moskvu svou první kompletní sezónu v KHL, když nastoupil do celkem 44 zápasů. V nich vstřelil čtyři góly a ukořistil pět asistencí. S týmem skončili na prvním místě v Tarasovově divizi a po výhře v 1. kole play-off nad pražským Lvem Praha skončili na mužstvu Dynamo Moskva v semifinále západní konference. Marčenko neměl v play-off takové vytížení a v sedmi zápasech nenasbíral jediný bod.
Dne 30. května 2013 podepsal tříletou nováčkovskou smlouvu s Detroitem Red Wings, který si ho předtím vybral ve Vstupním draftu NHL 2011 v 7. kole jako 205. celkově.
Během sezóny 2013/14 ho vedení poslalo do jejich farmářského mužstva Grand Rapids Griffins v American Hockey League (AHL). V jeho nováčkovské sezóně v této lize zaznamenal v 49 zápasech celkem 3 góly a 15 asistencí. Dne 4. ledna odehrál svůj první zápas v National Hockey League (NHL) proti Dallasu Stars. V utkání AHL proti mužstvu Milwaukee Admirals, dne 24. února 2014, utrpěl po nárazu nohama napřed do mantinelu těžké podvrtnutí kotníku. Magnetická rezonance poté odhalila zlomeninu kosti a o den později už musel na operaci v Grand Rapids, kde mu lékaři do kotníku vložili stabilizační šrouby. Výsledkem bylo vynechání zbytku sezóny.
Dne 28. února 2015 vstřelil svou první branku v NHL, když v utkání proti Nashvillu Predators překonal finského brankáře Pekku Rinneho. Dne 1. července 2016 podepsal dvouletou smlouvu s Red Wings s možností jejího prodloužení.

## Klubové statistiky
| Sezóna      | Klub                   | Soutěž      |     | Základní část | Základní část | Základní část | Základní část | Základní část |   | Play off | Play off | Play off | Play off | Play off |
| Sezóna      | Klub                   | Soutěž      | Z   | G             | A             | B             | TM            | Z             | G | A        | B        | TM       |          |          |
| 2009–10     | Krasnaja Armija Moskva | MHL         | 43  | 11            | 23            | 34            | 59            | 2             | 0 | 0        | 0        | 4        |          |          |
| 2009–10     | HC CSKA Moskva         | KHL         | 10  | 0             | 0             | 0             | 0             | —             | — | —        | —        | —        |          |          |
| 2010–11     | Krasnaja Armija Moskva | MHL         | 36  | 5             | 33            | 38            | 28            | 15            | 3 | 8        | 11       | 31       |          |          |
| 2010–11     | HC CSKA Moskva         | KHL         | 23  | 0             | 2             | 2             | 4             | —             | — | —        | —        | —        |          |          |
| 2011–12     | Krasnaja Armija Moskva | MHL         | 5   | 2             | 4             | 6             | 10            | 19            | 4 | 14       | 18       | 18       |          |          |
| 2011–12     | HC CSKA Moskva         | KHL         | 6   | 0             | 0             | 0             | 2             | 5             | 0 | 1        | 1        | 4        |          |          |
| 2012–13     | HC CSKA Moskva         | KHL         | 44  | 4             | 5             | 9             | 6             | 7             | 0 | 0        | 0        | 0        |          |          |
| 2013–14     | Grand Rapids Griffins  | AHL         | 49  | 3             | 15            | 18            | 14            | —             | — | —        | —        | —        |          |          |
| 2013–14     | Detroit Red Wings      | NHL         | 1   | 0             | 0             | 0             | 2             | —             | — | —        | —        | —        |          |          |
| 2014–15     | Grand Rapids Griffins  | AHL         | 51  | 3             | 17            | 20            | 26            | 11            | 0 | 4        | 4        | 2        |          |          |
| 2014–15     | Detroit Red Wings      | NHL         | 13  | 1             | 1             | 2             | 2             | 3             | 0 | 0        | 0        | 0        |          |          |
| 2015–16     | Grand Rapids Griffins  | AHL         | 4   | 0             | 0             | 0             | 2             | —             | — | —        | —        | —        |          |          |
| 2015–16     | Detroit Red Wings      | NHL         | 66  | 2             | 9             | 11            | 10            | 3             | 0 | 0        | 0        | 10       |          |          |
| 2016–17     | Detroit Red Wings      | NHL         | 30  | 0             | 6             | 6             | 12            | —             | — | —        | —        | —        |          |          |
| 2016–17     | Toronto Maple Leafs    | NHL         | 11  | 1             | 1             | 2             | 0             | —             | — | —        | —        | —        |          |          |
| 2017–18     | HC CSKA Moskva         | KHL         | 42  | 2             | 12            | 14            | 12            | 21            | 0 | 3        | 3        | 10       |          |          |
| 2018–19     | HC CSKA Moskva         | KHL         | 59  | 2             | 17            | 19            | 18            | 20            | 2 | 5        | 7        | 0        |          |          |
| 2019–20     | HC CSKA Moskva         | KHL         | 60  | 6             | 15            | 21            | 26            | 4             | 0 | 1        | 1        | 0        |          |          |
| 2020–21     | Lokomotiv Jaroslavl    | KHL         | 58  | 7             | 17            | 24            | 18            | 11            | 1 | 2        | 3        | 2        |          |          |
| 2021–22     | Lokomotiv Jaroslavl    | KHL         | 45  | 4             | 21            | 25            | 28            | 4             | 1 | 1        | 2        | 2        |          |          |
| 2022–23     | Lokomotiv Jaroslavl    | KHL         | 22  | 0             | 5             | 5             | 4             | 12            | 0 | 3        | 3        | 8        |          |          |
| 2023–24     | Ak Bars Kazaň          | KHL         | 20  | 0             | 2             | 2             | 4             | 2             | 0 | 0        | 0        | 0        |          |          |
| KHL celkově | KHL celkově            | KHL celkově | 388 | 25            | 96            | 121           | 122           | 86            | 4 | 16       | 20       | 26       |          |          |
| NHL celkově | NHL celkově            | NHL celkově | 121 | 4             | 17            | 21            | 26            | 6             | 0 | 0        | 0        | 10       |          |          |

### Reprezentační statistiky
| Rok                            | Tým                            | Soutěž                         | Z  | G | A | B | TM |
| ------------------------------ | ------------------------------ | ------------------------------ | -- | - | - | - | -- |
| 2008                           | Rusko                          | WHC-17                         | 5  | 1 | 0 | 1 | 4  |
| 2009                           | Rusko                          | WHC-17                         | 5  | 0 | 3 | 3 | 10 |
| 2009                           | Rusko                          | HGC                            | 4  | 1 | 2 | 3 | 2  |
| 2016                           | Rusko                          | MS                             | 10 | 1 | 2 | 3 | 6  |
| 2016                           | Rusko                          | SP                             | 4  | 0 | 0 | 0 | 0  |
| 2018                           | OAR                            | ZOH                            | 1  | 0 | 0 | 0 | 2  |
| Juniorská reprezentace celkově | Juniorská reprezentace celkově | Juniorská reprezentace celkově | 14 | 2 | 5 | 7 | 16 |
| Seniorská reprezentace celkově | Seniorská reprezentace celkově | Seniorská reprezentace celkově | 15 | 1 | 2 | 3 | 8  |